# Connor Jessup
Connor William Jessup (Toronto, 23 de junho de 1994) é um ator, diretor e roteirista canadense, mais conhecido por interpretar Tyler Locke na série Locke e Key da Netflix.

## Carreira

### Atuação
Jessup começou a atuar aos 11 anos como ator infantil. Após vários trabalhos iniciais, incluindo um papel na adaptação teatral de The Full Monty, Jessup conseguiu um papel de protagonista na série infantil de televisão The Saddle Club, pela qual ele também é creditado por conceituar a trama de um episódio. Ele atuou como produtor executivo do filme independente Amy George, que foi exibido no Festival Internacional de Cinema de Toronto de 2011.
Em 2011, Jessup foi escolhido como personagem principal da série de ficção científica TNT Falling Skies. Ele estrelou no programa por cinco temporadas.

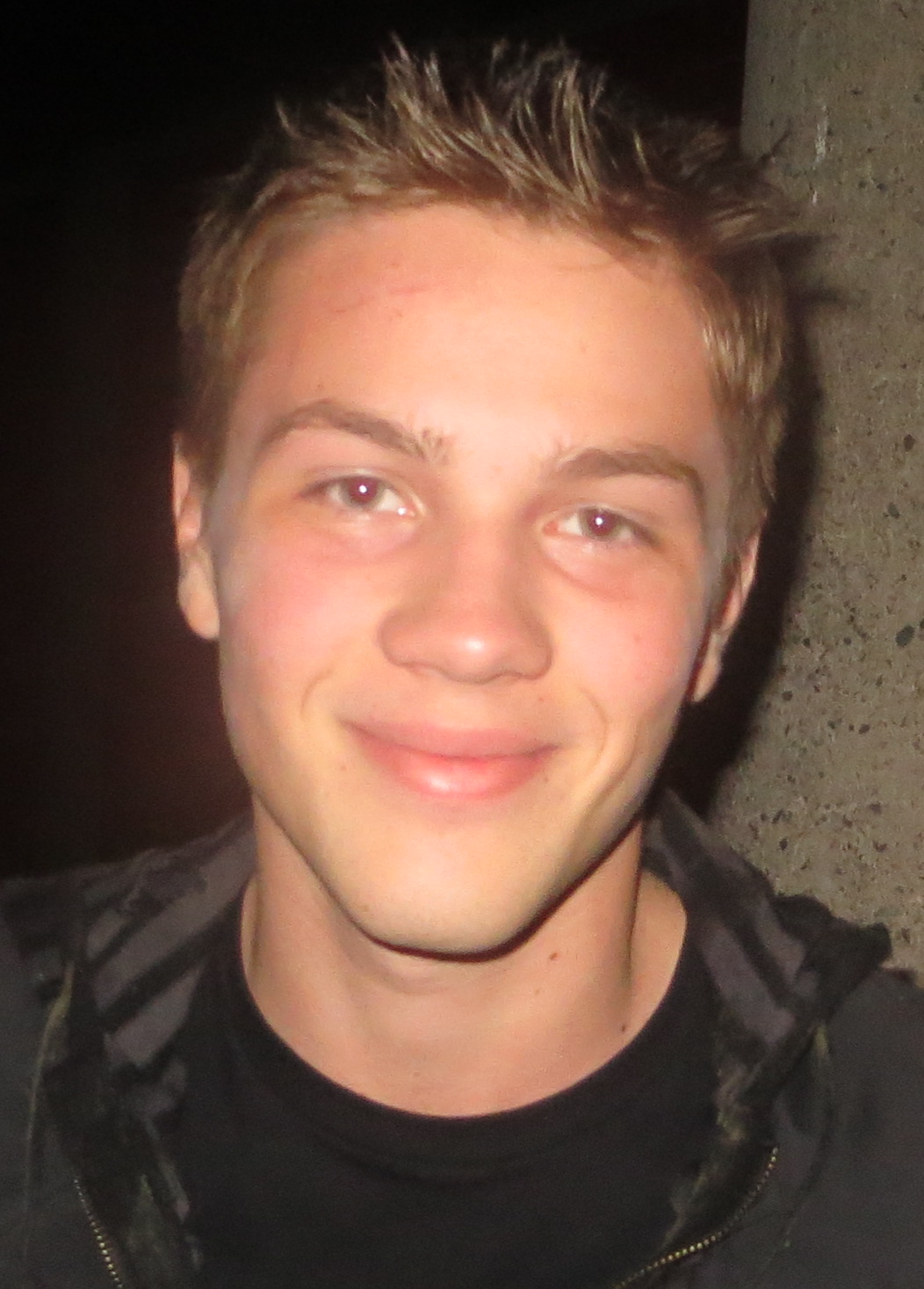
Jessup no set de Falling Skies em 2013.

Em 2012, Jessup estrelou o filme independente canadense Blackbird, no qual ele interpretou um adolescente problemático acusado falsamente de planejar um tiroteio na escola. A performance de Jessup recebeu críticas positivas e o filme ganhou vários prêmios, incluindo o prêmio de Melhor Longa Metragem Canadense no Festival Internacional de Cinema de Toronto 2012. O filme ganhou três prêmios no Atlantic Film Festival e ganhou o prêmio do Vancouver International Film Festival de Melhor Longa Metragem Canadense. Também foi exibido no Festival de Cannes.
Em 2015, Jessup também estrelou o longa-metragem Closet Monster, que ganhou o prêmio de Melhor Filme Canadense no Festival Internacional de Cinema de Toronto de 2015 e exibido em vários festivais de cinema em todo o mundo, antes de ser lançado em todo o país em julho de 2016.
Em 2016, Jessup estrelou o Emmy-winning ABC série American Crime como Taylor Blaine. Sua performance foi elogiada pelos críticos. Ele voltou para a terceira temporada como Coy Henson.
Em 2018, foi anunciado que Jessup estrelaria como Tyler Locke na série Netflix Locke & Key, uma adaptação da famosa série de quadrinhos de mesmo nome de Joe Hill e Gabriel Rodriguez .
Jessup afirmou em inúmeras entrevistas que sua intenção é trabalhar na indústria cinematográfica além da atuação, como diretor e cineasta . Em uma entrevista ao Toronto Star, Jessup disse que dirigir "é onde minha mente e meu coração estão no momento" . Em 2014, Jessup estrelou o curta Fragments e, em 2015, o curta Boy de Jessup, que ele escreveu e dirigiu, e foi financiado pelo bravoFACT, estreou no Festival Internacional de Cinema de Toronto de 2015.
Em 2016, Jessup foi incluído na Revista Filmmaker na lista anual dos 25 New Faces of Film Independent. Seu curta-metragem Lira's Forest, que ele escreveu e dirigiu, estreou no Festival Internacional de Cinema de Toronto de 2017. Jessup quer expandir esta história com um filme, Simon's Forest.
Em 2019, ele produziu o filme 30/30 Vision: 3 Decades of Strand Releasing, que incluiu curtas-metragens de Ira Sachs, Catherine Breillat, Cindy Sherman, Athina Rachel Tsangari, Brady Corbet, Rithy Pahn, Lulu Wang e mais. Ele contribuiu com seu próprio filme para o programa Night Flight, inspirado no livro de Antoine de Saint-Exupéry.

## Vida pessoal
Como diretor, Jessup manifestou um fascínio particular pelo cinema e pela cultura japonesa e declarou em entrevistas que ele é altamente influenciado pelo cinema do leste asiático, incluindo os diretores Hirokazu Kore-eda, Edward Yang, Yasujiro Ozu, Hayao Miyazaki, Isao Takahata e Apichatpong Weerasethakul. Ele também expressou admiração pelos diretores Abbas Kiarostami, Andrew Haigh e Ira Sachs.
Jessup é abertamente gay, assumindo-se publicamente em uma postagem no Instagram, em junho de 2019.

## Filmografia

### Cinema
| Ano  | Título              | Função       | Notas          |
| ---- | ------------------- | ------------ | -------------- |
| 2012 | Blackbird           | Sean Randall |                |
| 2014 | Skating to New York | Casey Demas  |                |
| 2014 | Little Coffins      | Diretor      | Curta metragem |
| 2014 | Fragments           | Alex         | Curta metragem |
| 2015 | Boy                 | Diretor      | Curta metragem |
| 2015 | Crazy House         | Beckett      | Curta metragem |
| 2015 | Closet Monster      | Oscar Madly  |                |
| 2017 | Lira's Forest       | Diretor      | Curta metragem |
| 2019 | Strange But True    | Ronnie       |                |
| 2019 | Clifton Hill        |              |                |
| 2019 | White Lie           | Owen         |                |
| 2019 | Night Flight        |              |                |

### Televisão
| Ano       | Título                       | Função         | Notas                      |
| --------- | ---------------------------- | -------------- | -------------------------- |
| 2007      | The Jon Dore Television Show | Participante   | Episódio: "Jon se assusta" |
| 2008–2009 | The Saddle Club              | Simon Atherton | Protagonista               |
| 2011      | King                         | Ben Moser      | Episódio: "Eleni Demaris"  |
| 2011–2015 | Falling Skies                | Ben Mason      | Protagonista               |
| 2016      | American Crime               | Taylor Blaine  | Protagonista               |
| 2017      | American Crime               | Coy Henson     | 4 episódios                |
| 2020–2022 | Locke & Key                  | Tyler Locke    | Protagonista               |